# Passepartout
Passepartout er en tynd plade af papir- eller bomuldsmasse, der indsættes i en billedramme mellem glasset og  billedet.
Pladen har udskæringer/huller, så motivet ses. Udskæringen laves en smule mindre end selve billedet, der kan sættes fast på bagsiden af passepartouten med tape eller lim.
Da både lim/tape og passepartout har direkte kontakt med motivet, anvendes helst syrefri materialer.
Den mest almindelige passepartout er rektangulær og med en rektangulær udskæring. Der er dog sekskantede, ottekantede eller ovale udskæringer, og der kan være flere udskæringer på samme passepartout, så der kan monteres flere billeder i samme ramme.